# 符罗飞
符罗飞（1897年8月13日—1971年12月1日），原名符福权，男，海南文昌人。中国现代画家、艺术家、美术教育家，专长素描和油画。

## 生平
符罗飞于1897年8月13日生于海南文昌县建华山乡南港村的一个渔民家庭。其少年时跟随民间艺人以雕绘手艺谋生，后辗转于南洋诸岛，做过各种苦工活。1919年，符在马来西亚得到巴生海南会馆创始人符建章的资助得以回国，就读于南京暨南学校师范中等专科。由于其读书勤奋，1921年在校长赵正平的介绍下，考入日本的士官学校；但不久后因患上肺结核而退学回国。
1922年，符罗飞考入上海美术专科学校，开始接受正规的美术教育，学习中国画和西洋画，并于1925年毕业。1926年，其加入中国共产党，成为法租界的一名工运宣传员，并参与上海工人武装起义活动。1927年四一二事件后，流亡至新加坡，成为一名美术教师。
为了继续深造，符罗飞于1929年启程前往巴黎，但途经意大利时因哮喘发作而被迫停留在那不勒斯。1931年，考入那不勒斯皇家美术学院绘画系，并在两年时间内完成了四年的课程而提前毕业。在学期间，其曾在那不勒斯举办个人画展，翁贝托二世更亲自为他主持开幕礼；1936年应邀参加第20届威尼斯双年展，为首个参展的中国画家。其毕业后曾任皇家美术大学研究员和东方学院中文系讲师。中国抗日战争爆发后，因宣传共产主义而被解雇，并在1938年5月抛弃妻女和所有财产返回中国。
抵达香港后，符罗飞潜心于抗战题材的创作，期间结识黄新波、廖冰兄等艺术家。1938年10月，举办“抗日賑灾”个人画展，得到蔡元培、宋子文、吴铁城等人在《大公报》署名宣传。此后多次举办以抗日为主题的画展。1940年，符取道桂林欲前往延安，但因病滞留，此后任职于桂岭师范学校、国立中山大学、湖南工专等校，抗战胜利后在广州、香港、新加坡等地活动；1946年到1947年间，粤、桂、湘地区爆发饥荒，符前往灾区创作，记录灾情。
1948年秋，符罗飞奉命绘制革命领袖像，为迎接广州解放作宣传准备；不久后，率团赴北京参加全国文学艺术者工作代表大会。随后参加南下工作团，抵广州后，任广东军管会文艺部军代表；1951年参加土改、民改等工作队。1952年任中山大学教授；1954年1月调入华南工学院（现华南理工大学），在建筑系美术教研室任职，被评为三级教授，并先后担任中国美术家协会广州分会及广东分会副主席、广州市政协委员等职。
文化大革命爆发后，符罗飞受到迫害，其后于1971年12月1日在广州病逝。1979年，符罗飞得到平反。

## 作品

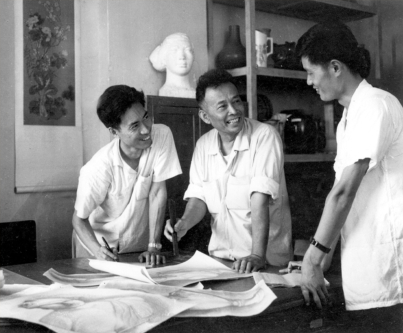
符罗飞（居中者）在华工美术研究室评论作品

### 作品特点
符罗飞是少数赴意大利留学的中国画家，其画作融合了中西画法的特点，以社会写实和讽刺性作品为主。

### 作品集
- 《符罗飞油画集》，留学意大利期间出版
- 《符罗飞抗战画集》，1938年出版
- 《饥饿的人民》，1949年出版
- 《同志的死》，1950年代出版
- 《水粉画小辑》，1965年出版

### 留存情况
符罗飞作画近万幅，但仅有约900幅留存。其中，在欧洲创作的作品因被当作艺术品而限制出境，现下落不明；在上海、香港和抗战时期的作品多数毁于战火，或在流亡途中遗失毁坏。文革期间，符罗飞大量的作品遭到搜刮，直到文革结束后才寻回部分。

## 评价
符罗飞在意大利期间，曾获海伦王妃和翁贝托二世的肯定，更有舆论评价他为“罕见的心灵画家”。蔡元培在看完反映饥荒的《饥饿的人民》后评价“以中国制的笔，作西洋式的画。意到笔随，心精力果”。

## 家庭
- 第一任妻子：爱莲娜·非罗（Elena Ferro）
  - 子：东尼·非罗（Toni Ferro）[4]
- 第二任妻子：梁琼
  - 子女：符和平、符和英、符和明、符和安、符和强[13]